# Саранчова Долина
Саранчо́ва Доли́на —  село в Україні, в Гадяцькій міській громаді Миргородського району Полтавської області. Населення становить 36 осіб. Колишній орган місцевого самоврядування — Сарівська сільська рада.

## Географія
Село Саранчова Долина розташоване на правому березі річки Псел, вище за течією на відстані 1 км розташоване село Сари, нижче за течією на відстані 3.5 км розташоване село Рашівка.
Річка у цьому місці звивиста, утворює лимани, стариці та заболочені озера.

## Історія
- 1622 — дата заснування.
- Село постраждало внаслідок геноциду українського народу, проведеного окупаційним урядом СРСР 1923-1933 та 1946-1947 роках.

## Населення

### Мова
Розподіл населення за рідною мовою за даними перепису 2001 року:
| Мова       | Кількість | Відсоток |
| ---------- | --------- | -------- |
| українська | 36        | 100%     |